# Louise de La Fayette
Louise de La Fayette, född 1618, död 1665, var en fransk hovdam, gunstling och nära vän till Ludvig XIII av Frankrike. Hon var hans förtrogne och hade politiskt inflytande över honom, men de hade inte ett sexuellt förhållande och hon var därför ingen mätress.

## Biografi
Louise de La Fayette blev hovfröken hos Frankrikes drottning Anna av Österrike 1629: hennes moster/faster, Madame de Senecey, var Annas överhovmästarinna. Hon beskrivs som lättpåverkad, from och emotionell. 
År 1635 inledde hon en vänskapsrelation med Ludvig XIII. Vänskapen uppmuntrades av kardinal Richelieu, som ogillade kungens dåvarande favorit Marie de Hautefort. Hon besvarade Ludvigs vänskap, lyssnade på hans problem och gav honom medlidande och stöd, och till skillnad från Hautefort respekterade hon hans förtroende. Detta gjorde att Anna betraktade henne med större ogillande än Hautefort, och utsatte henne för en del förödmjukelser vid hovet, något som gjorde situationen spänd mellan kungaparet.
Tillsammans med Ludvigs jesuitbiktfader Caussin försökte hon få honom att försonas med sin mor Maria av Medici, och försökte få honom att avskeda Richelieu med argumentet att denne fick honom att föra krig mot katolska makter. De lyckades också få honom att säga att han var ett offer för Richelies maktmissbruk. Richelieu agerade genom att via sin spion, Fayettes biktfader Carrier, uppmana henne att gå i kloster, medan Caussin försökte övertala henne att avstå.
Den 19 maj 1637 meddelades det att Fayette hade gått i kloster i Paris, och i december avskedades även Caussin. Detta avslutade dock inte vänskapsrelationen mellan Ludvig och Fayette. Ludvig besökte henne i fortsättningen regelbundet i hennes kloster i Paris, där de samtalade i timmar i klostrets besöksrum utom hörhåll för hans uppvaktning. Richelieu utgick ifrån att hon fortsatte uppmana honom att följa en pro-katolsk politik. Det var på väg hem från ett sådant besök i september 1637, då Ludvig hade dröjt kvar så sent att han inte kunde återvända till Saint-Maur, som han i stället sov över hos drottningen på Louvren, vilket ledde till att hans sexuella samliv med makan återupptogs och Ludvig XIV föddes året därpå. Fayette antogs därför ha övertalat honom att försonas med Anna.